# Вітторіо Любіч
Вітторіо Любіч (італ. Vittorio Gliubich, 18 квітня 1902 — 1984) — італійський академічний веслувальник.
Бронзовий призер Олімпійських Ігор 1924 року в складі вісімки.
Чемпіон Європи 1923 року в складі вісімки.